# La Selle-en-Luitré
La Selle-en-Luitré (bretonisch: Kell-Loezherieg) ist eine französische Gemeinde mit 618 Einwohnern (Stand: 1. Januar 2022) im Département Ille-et-Vilaine in der Region Bretagne; sie gehört zum Arrondissement Fougères-Vitré und zum Kanton Fougères-2. Die Einwohner werden Sellois genannt.

## Geographie
Die Gemeinde La Selle-en-Luitré liegt am Oberlauf des Flusses Couesnon an der Grenzr zum Département Mayenne, etwa fünf Kilometer südöstlich von Fougères. Umgeben wird La Selle-en-Luitré von den Nachbargemeinden Beaucé im Norden, La Chapelle-Fleurigné im Nordosten, Luitré-Dompierre im Süden, Javené im Westen sowie Fougères im Nordwesten.

## Bevölkerungsentwicklung
| Jahr                       | 1962 | 1968 | 1975 | 1982 | 1990 | 1999 | 2009 | 2020 |
| Einwohner                  | 324  | 350  | 323  | 347  | 385  | 425  | 542  | 617  |
| Quellen: Cassini und INSEE |      |      |      |      |      |      |      |      |

## Sehenswürdigkeiten
- Kirche Saint-Jean aus dem 15. Jahrhundert, seit 1926 Monument historique
- wichtigster Viehmarkt Frankreichs

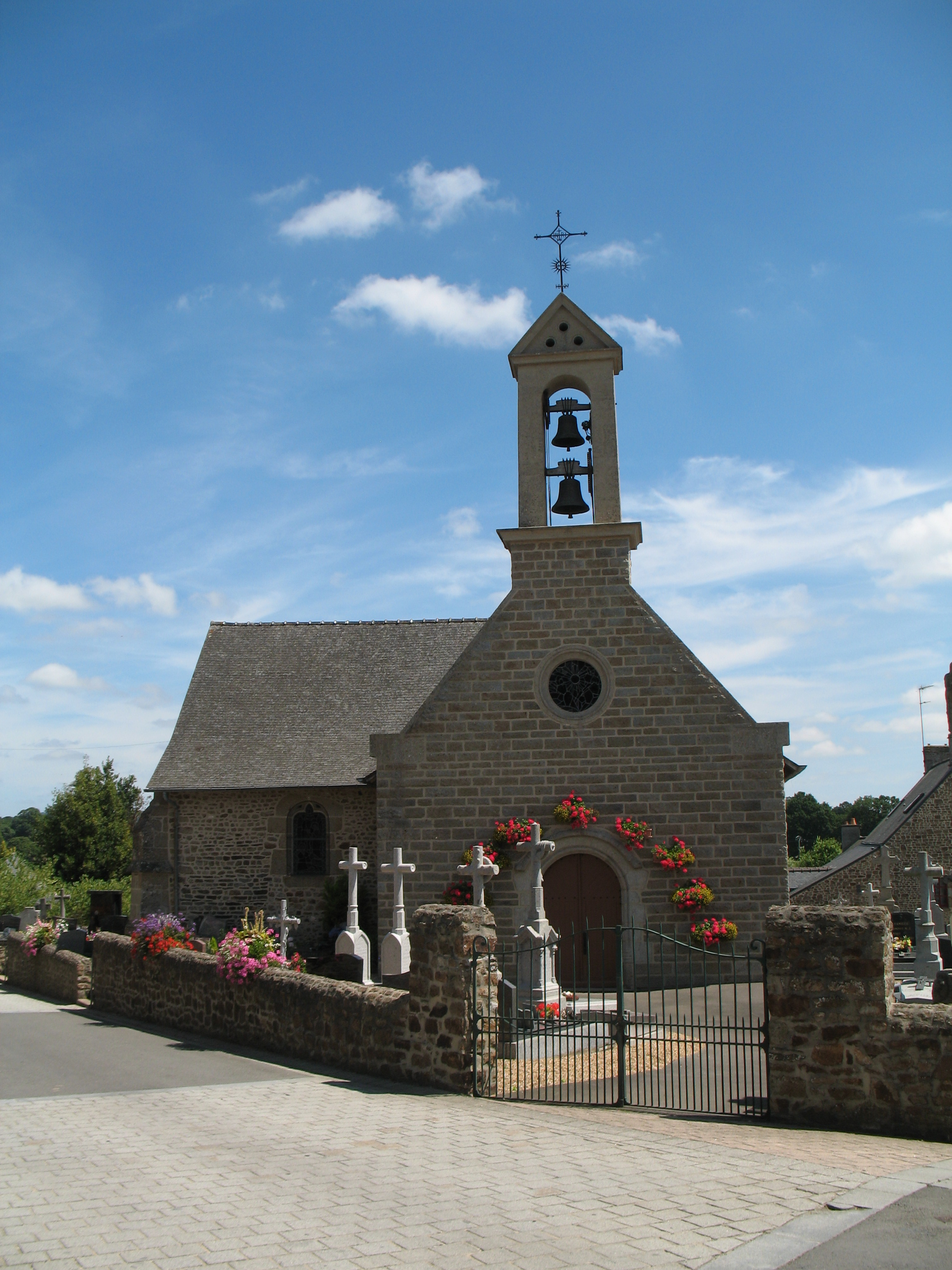
Kirche Saint-Jean
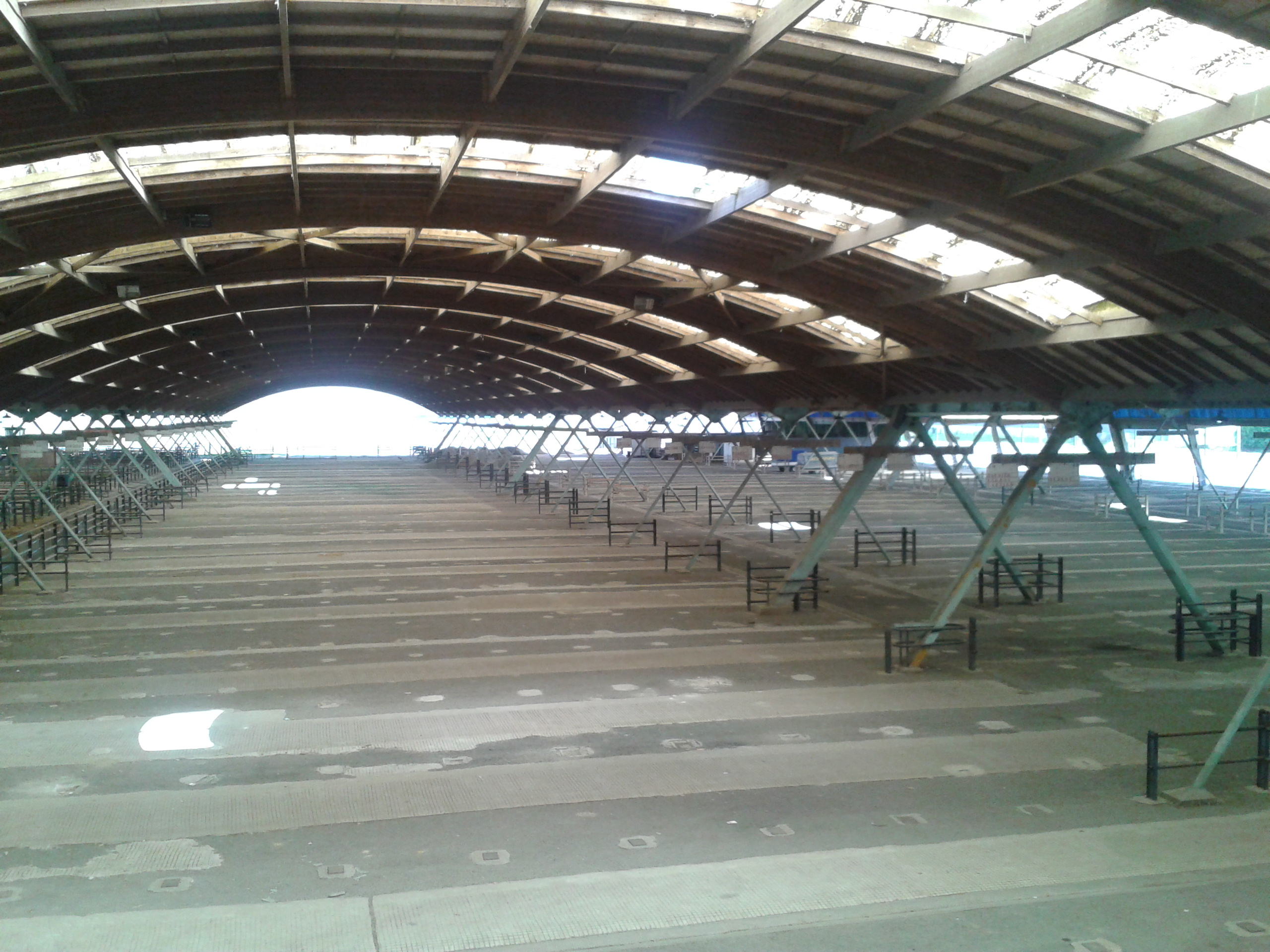
Viehauktionshalle
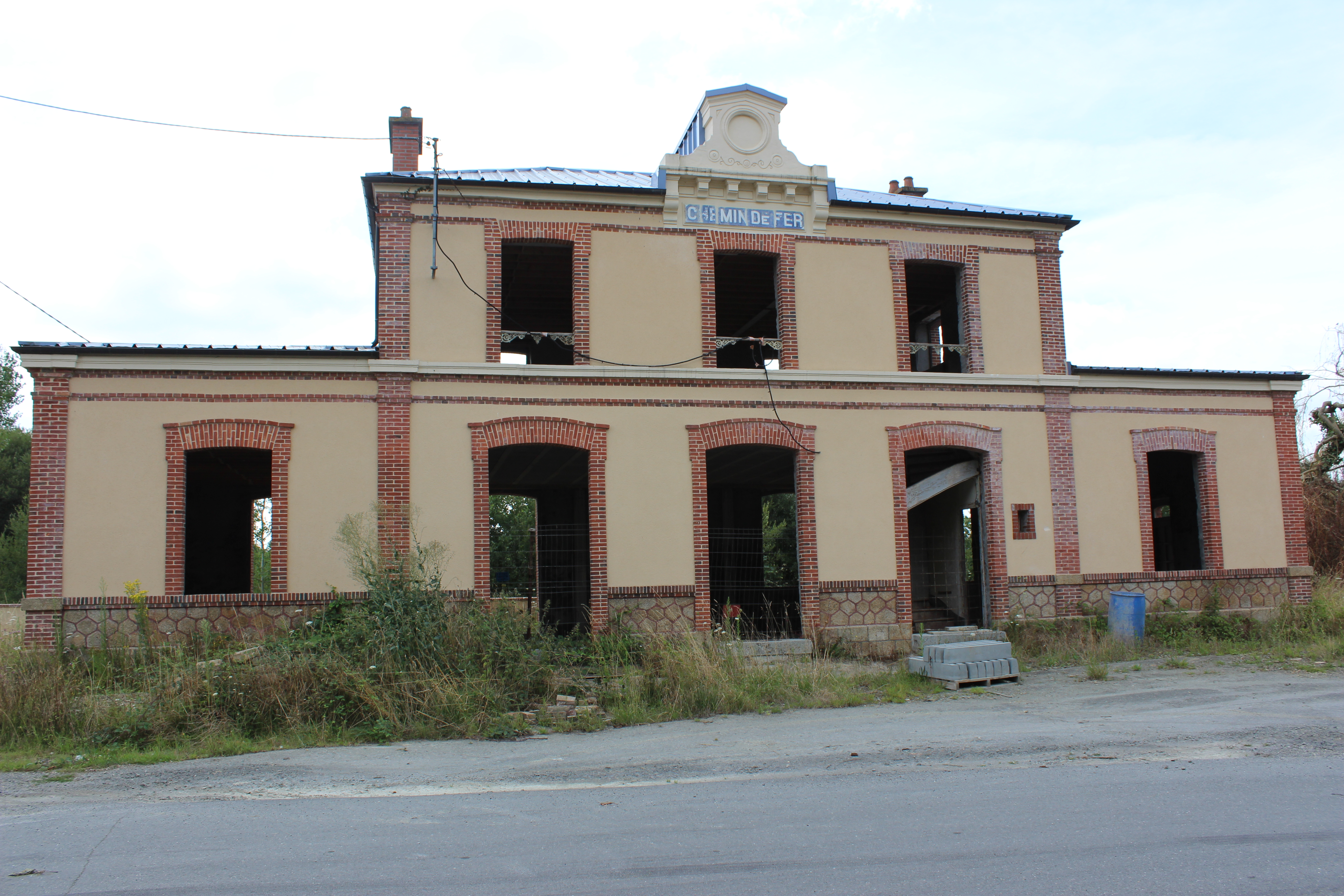
Ehemaliges Bahnhofsgebäude
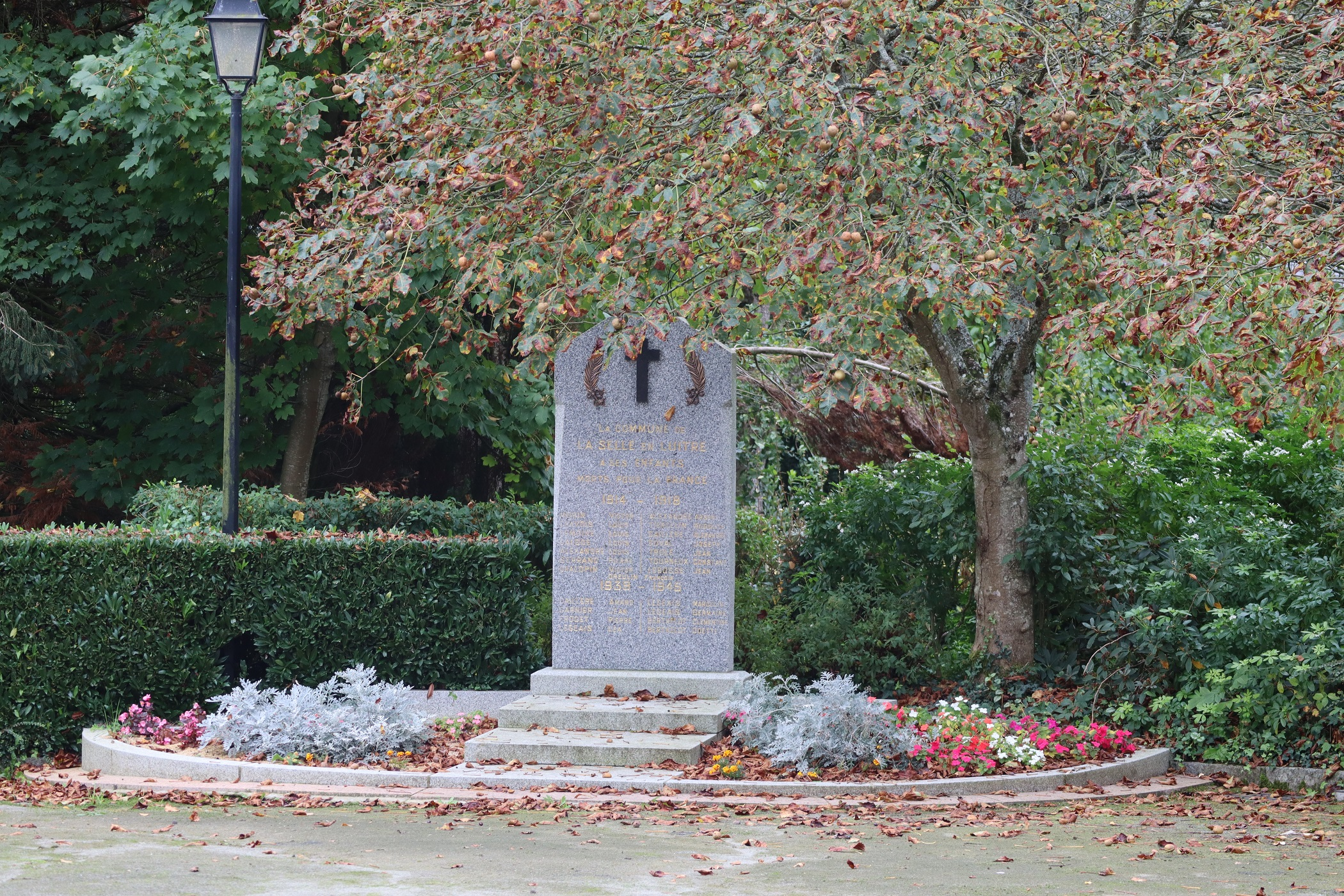
Gefallenendenkmal